# Recoules-Prévinquières
Recoules-Prévinquières era una comuna francesa situada en el departamento de Aveyron, de la región de Occitania, que el 1 de enero de 2017 pasó a ser una comuna delegada de la comuna nueva de Sévérac-d'Aveyron al fusionarse con las comunas de Buzeins, Lapanouse, Lavernhe y Sévérac-le-Château.

## Demografía
| Gráfica de evolución demográfica de Recoules-Prévinquières entre 1800 y 2018 |
|                                                                              |

Los datos demográficos contemplados en este gráfico de la comuna de Recoules-Prévinquières se han cogido de 1800 a 1999 de la página francesa EHESS/Cassini, y los demás datos de la página del INSEE.